# Trachelas bispinosus
Trachelas bispinosus là một loài nhện trong họ Trachelidae.
Loài này thuộc chi Trachelas. Trachelas bispinosus được Frederick Octavius Pickard-Cambridge miêu tả năm 1899.